# 달린 보글

달린 보글(영어: Darlene Vogel, 1962년 10월 25일 ~ )은 미국의 배우, 모델이다. 《빽 투 더 퓨쳐 2》로 데뷔했고, 드라마 《퍼시픽 블루》에서 크리스 켈리 경관 역으로 출연했다.
머데스토에서 태어났다.

## 방송
- 퍼시픽 블루 시즌5
- 퍼시픽 블루 시즌4
- 퍼시픽 블루 시즌3
- 퍼시픽 블루 시즌2
- 퍼시픽 블루 시즌1

## 영화
- 심판자들 (2017년) - 쉘비 스톤 역
- 아기호랑이 루나의 대모험 (2014년)
- 더티 티쳐 (2013년) - 로렌 역
- 워킹 더 홀스 (2012년) - 매기 역
- 패시픽 블루 (1996년)
- 디코이 (1995년)
- 엔젤 4 (1994년)
- 링 오브 스틸 (1994년)
- 스키 스쿨 (1991년)
- 빽 투 더 퓨쳐 2 (1989년)
- 풀 하우스 (1987년)
- 원 라이프 투 리브 (1968년)